# Procryptocerus goeldii
Procryptocerus goeldii är en myrart som beskrevs av Auguste-Henri Forel 1899. Procryptocerus goeldii ingår i släktet Procryptocerus och familjen myror. Inga underarter finns listade i Catalogue of Life.